# سرمرنغ (مقاطعة دلفان)
سرمرنغ (بالفارسية: سرمرنگ) هي قرية تقع في قسم ميربغ الجنوبي الريفي (مقاطعة دلفان) في إيران. يقدر عدد سكانها بـ 166 نسمة بحسب إحصاء 2016.